# Drapeau de Monmouthshire
 (septembre 2022).

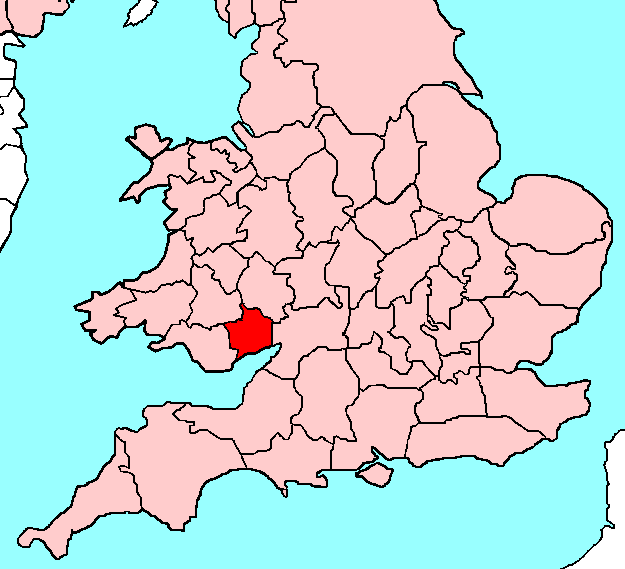
Monmouthshire

Le drapeau de Monmouthshire est le drapeau du comté de Monmouth au Royaume-Uni. Il a été conçu par l'Association Monmouthshire et a été enregistré au "Flag Institute" en tant que drapeau officiel du comté en 2011, bien que ses origines remontent au VIe siècle.

## Histoire
Les armoiries sont celles qui ont été attribuées par les hérauts du Moyen Âge au roi Inyr de l'ancien royaume de Gwent, à partir duquel le Monmouthshire, autrefois connu comme Wentset et Wentsland, descend. Les armoiries ont d'abord été accordées au conseil du comté de Monmouth en 1948 et elles ont été incorporées dans les armoiries d'autres organismes au cours des années suivantes. C'est un modèle depuis longtemps associé au Monmouthshire et il est aussi utilisé aujourd'hui dans les blasons du diocèse de Monmouth et dans ceux des Conseils municipaux de Monmouthshire et de Blaenau Gwent ainsi que dans celui du club de rugby de Monmouthshire.

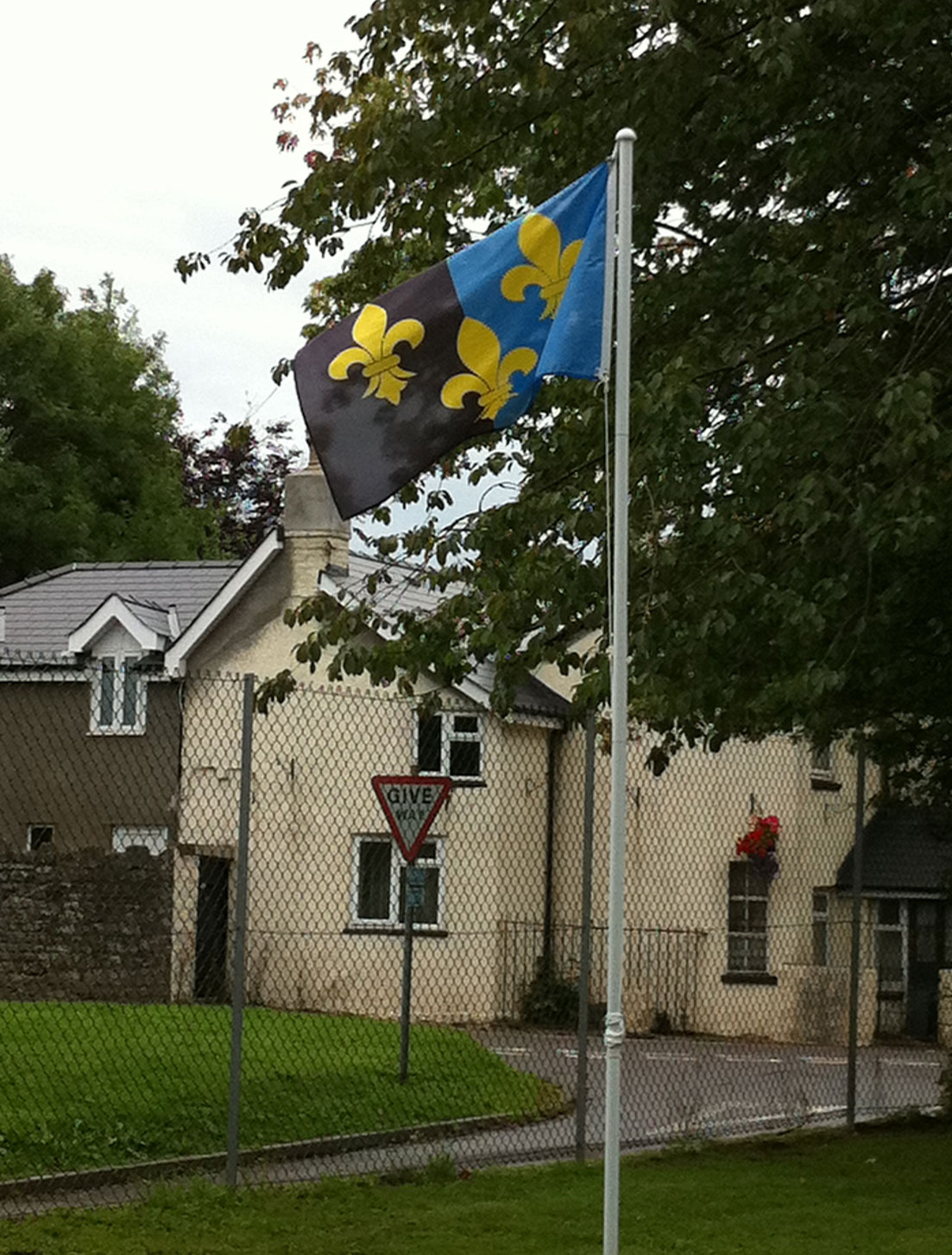
le drapeau qui flotte au Hood Memorial Hall, Devauden

## Conception
Les couleurs Pantone pour le drapeau sont les suivantes :
- Noir
- Bleu 300
- Jaune 108